# 乌得勒支省
乌特勒支省（荷蘭語：Provincie Utrecht）是荷兰面积最小的省份，位于荷兰的中心，北临埃姆湖（Eemmeer），南与海尔德兰省接壤，其南为莱茵河，其西为南荷兰省，其西北紧邻北荷兰省。该省是國際標準化組織世界地区编号系统中的地区之一，编号为ISO 3166-2:NL-UT。该省的主要城市有：乌特勒支、阿默斯福特、费嫩达尔、尼沃海恩和宰斯特，其省会为乌得勒支。

## 历史
在中世纪，现今该省的大部分地区由乌得勒支主教统治。主教辖区由圣威利巴（Willibrord）于722年建立。当时乌特勒支与邻近的荷兰伯国、海尔德兰公国、布拉班特公国等伯国和公国之间发生过许多战争。1527年，乌特勒支主教将其世俗权力售予哈布斯堡家族的查理五世皇帝，查理那时已经拥有了其他荷兰省份。但是其统治时间并不長，因为1579年乌得勒支省在聯合省起義中加入了聯合省一方，共同對抗查理五世的儿子、西班牙国王腓力二世。
第二次世界大战期间，乌特勒支省被德军所占领，直至1945年5月5日在荷兰的德军全面投降，此后该省于1945年5月7日被加拿大盟军占领。奥德瓦特(Oudewater)、武尔登(Woerden)和菲亚嫩(Vianen)分别于1970年、1989年、2002年从南荷兰省划入乌特勒支省。
2011年2月，该省和北荷兰省、弗莱福兰省共同希望进行三省合并可行性调查。此建议已被荷兰内阁积极接受，且建立兰斯塔德省的愿望已被写入联合政府协议（coalition agreement）中。 也属于兰斯塔德城市区的南荷兰省被认为将会成为兰斯塔德省的一部分， 该省十分支持合并入一个计划，但该省未被提及。不管包不包括南荷兰省，这个新省份将会是荷兰面积和人口最大的省份。

## 地理

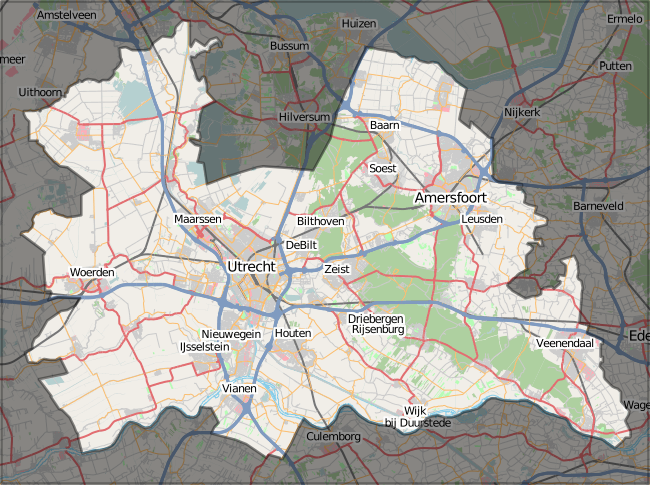
乌得勒支省

乌得勒支省东面坐落着乌特勒支岭（荷蘭語：Utrechtse Heuvelrug，最近一次冰期之前的盐渍冰川作用后的冰川冰舌留下的侧碛形成的一条山丘链。由于快速排水的沙土缺乏营养，过去该省一大片地方都是荒野，现在这里已被松树人工林所覆盖。该省南部是河流景观。西部大多为草原。北部是许多大湖，它们是在上次冰期后形成的泥塘中泥炭被人们挖掘之后形成的。

## 市镇
| - 阿布考德 Abcoude - 阿默斯福特 Amersfoort - 巴伦 Baarn - 宾尼克 Bunnik - 宾斯霍滕 Bunschoten - 德比尔特 De Bilt - 德龙德费嫩 De Ronde Venen - 埃姆内斯 Eemnes - 豪滕 Houten | - 艾瑟尔斯泰恩 IJsselstein - 勒斯登 Leusden - 洛皮克 Lopik - 蒙特福特 Montfoort - 尼沃海恩 Nieuwegein - 奥德瓦特 Oudewater - 伦斯沃德 Renswoude - 雷嫩 Rhenen | - 苏斯特 Soest - 乌得勒支 Utrecht - 乌得勒支赫弗尔吕赫 Utrechtse Heuvelrug - 费嫩达尔 Veenendaal - 五士邑镇 Vijfheerenlanden - 迪爾斯泰德附近韋克 Wijk bij Duurstede - 武尔登 Woerden - 沃登贝赫 Woudenberg - 宰斯特 Zeist |

## 名人
- 范·巴斯滕 - 荷兰著名足球运动员，荷兰足球三剑客之一，后为荷兰国家队主教练。
- 赫里特·里特费尔德（Gerrit Rietveld）- 荷兰风格派运动设计师，乌得勒支的施罗德住宅的设计师。

荷兰地图，红色圆点表示首都或各省的省会，黑点为其他主要城市。